# Lista de parlamentares da Bahia
Esta lista de parlamentares da Bahia apresenta a composição da bancada do estado  no Congresso Nacional do Brasil após o fim do Estado Novo em 1945 conforme dispõem os arquivos do Senado Federal, Câmara dos Deputados e Tribunal Superior Eleitoral. Há ressalva para mandatos exercidos via suplência, que estão citados apenas mediante morte, impedimento ou renúncia dos titulares ou nas hipóteses previstas no Art. 56 – I da Constituição.
Foi observada, nesta lista, a grafia do nome parlamentar adotado por cada um dos representantes do estado no Congresso Nacional, e quanto à ordem dos parlamentares foi observado o critério do número de mandatos e caso estes coincidam será observado o primeiro ano em que cada parlamentar foi eleito e, havendo nova coincidência, usa-se a ordem alfabética.

## Relação dos senadores eleitos
| Senador (a)              | Imagem                               | Madatos | Eleição                                          | Partido                           | Partido                                          | Nota                  | Ref.                 |
| ------------------------ | ------------------------------------ | ------- | ------------------------------------------------ | --------------------------------- | ------------------------------------------------ | --------------------- | -------------------- |
| Aloysio de Carvalho      |                                      | 2       | 1945                                             |                                   | União Democrática Nacional UDN                   | [ nota 2 ] [ nota 3 ] |                      |
| Aloysio de Carvalho      | 1966                                 | 2       |                                                  | Aliança Renovadora Nacional ARENA |                                                  | [ nota 2 ] [ nota 3 ] |                      |
| Josaphat Marinho         |                                      | 2       | 1962                                             |                                   | Partido Social Trabalhista PST                   |                       |                      |
| Josaphat Marinho         | 1990                                 | 2       |                                                  | Partido da Frente Liberal PFL     |                                                  |                       |                      |
| Luís Viana Filho         |                                      | 2       | 1974                                             |                                   | Aliança Renovadora Nacional ARENA                | [ nota 4 ]            |                      |
| Luís Viana Filho         | 1982                                 | 2       |                                                  | Partido Democrático Social PDS    |                                                  | [ nota 4 ]            |                      |
| Luís Viana Filho         | 1982                                 | 2       | Partido do Movimento Democrático Brasileiro PMDB |                                   |                                                  | [ nota 4 ]            |                      |
| Jutahy Magalhães         |                                      | 2       | 1978                                             |                                   | Aliança Renovadora Nacional ARENA                |                       |                      |
| Jutahy Magalhães         | 1986                                 | 2       |                                                  | Partido da Frente Liberal PFL     |                                                  |                       |                      |
| Jutahy Magalhães         | 1986                                 | 2       | Partido do Movimento Democrático Brasileiro PMDB |                                   |                                                  |                       |                      |
| Antônio Carlos Magalhães |                                      | 2       | 1994                                             |                                   | Partido da Frente Liberal PFL                    |                       | [ 5 ] [ 6 ] [ 7 ]    |
| Antônio Carlos Magalhães | 2002                                 | 2       |                                                  |                                   | Partido da Frente Liberal PFL                    |                       | [ 5 ] [ 6 ] [ 7 ]    |
| Antônio Carlos Magalhães | Democratas DEM                       | 2       |                                                  |                                   |                                                  |                       | [ 5 ] [ 6 ] [ 7 ]    |
| Otto Alencar             |                                      | 2       | 2014                                             |                                   | Partido Social Democrático PSD                   |                       | [ 8 ] [ 9 ]          |
| Otto Alencar             | 2022                                 | 2       |                                                  |                                   | Partido Social Democrático PSD                   |                       | [ 8 ] [ 9 ]          |
| Pinto Aleixo             |                                      | 1       | 1945                                             |                                   | Partido Social Democrático PSD                   |                       |                      |
| Pereira Moacir           |                                      | 1       | 1947                                             |                                   | Partido Social Democrático PSD                   | [ nota 2 ]            |                      |
| Landulfo Alves           |                                      | 1       | 1950                                             |                                   | Partido Trabalhista Brasileiro PTB               | [ nota 5 ]            |                      |
| Juracy Magalhães         |                                      | 1       | 1954                                             |                                   | União Democrática Nacional UDN                   | [ nota 6 ]            |                      |
| Lima Teixeira            |                                      | 1       | 1954                                             |                                   | Partido Trabalhista Brasileiro PTB               | [ nota 2 ]            |                      |
| Otávio Mangabeira        |                                      | 1       | 1958                                             |                                   | União Democrática Nacional UDN                   | [ nota 7 ]            |                      |
| Antônio Balbino          |                                      | 1       | 1962                                             |                                   | Partido Social Democrático PSD                   |                       |                      |
| Antônio Balbino          | Movimento Democrático Brasileiro MDB | 1       | 1962                                             |                                   |                                                  |                       |                      |
| Heitor Dias              |                                      | 1       | 1970                                             |                                   | Aliança Renovadora Nacional ARENA                |                       |                      |
| Rui Santos               |                                      | 1       | 1970                                             |                                   | Aliança Renovadora Nacional ARENA                |                       |                      |
| Lomanto Júnior           |                                      | 1       | 1978                                             |                                   | Aliança Renovadora Nacional ARENA                |                       | [ 10 ] [ 11 ] [ 12 ] |
| Lomanto Júnior           | Partido da Frente Liberal PFL        | 1       | 1978                                             |                                   |                                                  |                       | [ 10 ] [ 11 ] [ 12 ] |
| Ruy Bacelar              |                                      | 1       | 1986                                             |                                   | Partido do Movimento Democrático Brasileiro PMDB |                       |                      |
| Waldeck Ornelas          |                                      | 1       | 1994                                             |                                   | Partido da Frente Liberal PFL                    | [ nota 8 ]            | [ 13 ]               |
| Paulo Souto              |                                      | 1       | 1998                                             |                                   | Partido da Frente Liberal PFL                    | [ nota 9 ]            |                      |
| César Borges             |                                      | 1       | 2002                                             |                                   | Partido da Frente Liberal PFL                    |                       |                      |
| César Borges             | Democratas DEM                       | 1       | 2002                                             |                                   |                                                  |                       |                      |
| César Borges             | Partido da República PR              | 1       | 2002                                             |                                   |                                                  |                       |                      |
| João Durval Carneiro     |                                      | 1       | 2006                                             |                                   | Partido Democrático Trabalhista PDT              |                       |                      |
| Lídice da Mata           |                                      | 1       | 2010                                             |                                   | Partido Socialista Brasileiro PSB                |                       |                      |
| Walter Pinheiro          |                                      | 1       | 2010                                             |                                   | Partido dos Trabalhadores PT                     |                       |                      |
| Ângelo Coronel           |                                      | 1       | 2018                                             |                                   | Partido Social Democrático PSD                   |                       |                      |
| Jaques Wagner            |                                      | 1       | 2018                                             |                                   | Partido dos Trabalhadores PT                     |                       |                      |
| Fonte:                   |                                      |         |                                                  |                                   |                                                  |                       |                      |

### Suplentes de Senador que assumiram o mandato
| Senador (a)            | Imagem | Madatos | Eleição                        | Partido | Partido                       | Senador Titular                | Nota | Ref.          |
| ---------------------- | ------ | ------- | ------------------------------ | --- | ----------------------------- | ------------------------------ | --- | ------------- |
| ACM Júnior             |        | 2       | 1994                           | | Partido da Frente Liberal PFL | Antônio Carlos Magalhães (PFL) | Primeiro suplente assumiu a titularidade do mandato em detrimento a renúncia do senador titular em 30 de maio de 2001.                                                | [ 14 ] [ 15 ] |
| ACM Júnior             | 2002   | 2       | Antônio Carlos Magalhães (DEM) | Primeiro suplente assumiu a titularidade do mandato em detrimento ao falecimento de senador titular em 20 de julho de 2007. | Partido da Frente Liberal PFL | [ 16 ] [ 17 ] [ 18 ]           | |               |
| ACM Júnior             | 2002   | 2       | Antônio Carlos Magalhães (DEM) | Primeiro suplente assumiu a titularidade do mandato em detrimento ao falecimento de senador titular em 20 de julho de 2007. | Democratas DEM                | [ 16 ] [ 17 ] [ 18 ]           | |               |
| Rodolpho Tourinho Neto |        | 1       | 1998                           | | Partido da Frente Liberal PFL | Paulo Souto (PFL)              | Primeiro suplente assumiu a titularidade do mandato em detrimento a renúncia do senador titular em 1° de janeiro de 2003 para assumir o cargo de governador da Bahia. | [ 19 ]        |
| Roberto Muniz          |        | 1       | 2010                           | | Partido Progressista PP       | Walter Pinheiro (PT)           | Primeiro suplente assumiu a titularidade do mandato em detrimento a renúncia do senador titular em 4 de abril de 2018.                                                | [ 20 ]        |

## Relação dos deputados federais eleitos
| Deputados federais eleitos    | Naturalidade               | Mandatos | Ano da eleição                                                         | Notas       | Referências          |
| ----------------------------- | -------------------------- | -------- | ---------------------------------------------------------------------- | ----------- | -------------------- |
| Manoel Novaes                 | Floresta, PE               | 12       | 1933, 1934, 1945, 1950, 1954, 1958, 1962, 1966, 1970, 1974, 1978, 1982 | [ nota 2 ]  |                      |
| João Alves                    | Maceió, AL                 | 08       | 1962, 1966, 1970, 1974, 1978, 1982, 1986, 1990                         | [ nota 10 ] |                      |
| Jutahy Júnior                 | Salvador, BA               | 08       | 1982, 1986, 1990, 1998, 2002, 2006, 2010, 2014                         |             |                      |
| Cláudio Cajado                | Salvador, BA               | 08       | 1994, 1998, 2002, 2006, 2010, 2014, 2018, 2022                         |             | [ 21 ]               |
| José Rocha                    | Coribe, BA                 | 08       | 1994, 1998, 2002, 2006, 2010, 2014, 2018, 2022                         |             | [ 21 ]               |
| Teódulo Albuquerque           | Pilão Arcado, BA           | 07       | 1945, 1958, 1962, 1966, 1970, 1974, 1978                               | [ nota 11 ] |                      |
| Prisco Viana                  | Caetité, BA                | 07       | 1970, 1974, 1978, 1982, 1986, 1990, 1994                               | [ nota 12 ] | [ 22 ]               |
| Leur Lomanto                  | Jequié, BA                 | 07       | 1974, 1978, 1982, 1986, 1990, 1994, 1998                               |             |                      |
| Sérgio Brito                  | Vitória da Conquista, BA   | 07       | 1986, 1990, 2006, 2010, 2014, 2018, 2022                               |             | [ 23 ]               |
| Rui Santos                    | Casa Nova, BA              | 06       | 1945, 1950, 1954, 1958, 1962, 1966                                     |             |                      |
| Wilson Falcão                 | Feira de Santana, BA       | 06       | 1962, 1966, 1970, 1974, 1978, 1982                                     |             |                      |
| Félix Mendonça                | Conceição do Almeida, BA   | 06       | 1982, 1990, 1994, 1998, 2002, 2006                                     |             |                      |
| José Carlos Aleluia           | Salvador, BA               | 06       | 1990, 1994, 1998, 2002, 2006, 2014                                     |             |                      |
| João Leão                     | Recife, PE                 | 06       | 1994, 1998, 2002, 2006, 2010, 2022                                     |             |                      |
| Nelson Pelegrino              | Salvador, BA               | 06       | 1998, 2002, 2006, 2010, 2014, 2018                                     | [ nota 13 ] | [ 24 ]               |
| Paulo Magalhães               | Salvador, BA               | 06       | 1998, 2002, 2006, 2010, 2014, 2022                                     |             |                      |
| Alice Portugal                | Salvador, BA               | 06       | 2002, 2006, 2010, 2014, 2018, 2022                                     |             |                      |
| Daniel Almeida                | Mairi, BA                  | 06       | 2002, 2006, 2010, 2014, 2018, 2022                                     |             |                      |
| Aluísio de Castro             | Salvador, BA               | 05       | 1945, 1950, 1954, 1958, 1962                                           |             |                      |
| Luís Viana Filho              | Paris, FRA                 | 05       | 1945, 1950, 1954, 1958, 1962                                           |             |                      |
| Oliveira Brito                | Ribeira do Pombal, BA      | 05       | 1950, 1954, 1958, 1962, 1966                                           | [ nota 14 ] | [ 25 ]               |
| Fernando Magalhães            | Conceição do Almeida, BA   | 05       | 1966, 1970, 1974, 1978, 1982                                           |             |                      |
| Ney Ferreira                  | Salvador, BA               | 05       | 1966, 1970, 1974, 1978, 1982                                           |             |                      |
| Eraldo Tinoco                 | Ipiaú, BA                  | 05       | 1982, 1986, 1990, 1994, 1998                                           |             |                      |
| Haroldo Lima                  | Caetité, BA                | 05       | 1982, 1986, 1990, 1994, 1998                                           |             |                      |
| Jairo Azi                     | Lamarão, BA                | 05       | 1982, 1986, 1990, 1994, 1998                                           |             |                      |
| Benito Gama                   | Ituaçu, BA                 | 05       | 1986, 1990, 1994, 1998, 2014                                           |             |                      |
| Geddel Vieira Lima            | Salvador, BA               | 05       | 1990, 1994, 1998, 2002, 2006                                           |             |                      |
| João Almeida                  | Brejões, BA                | 05       | 1990, 1994, 1998, 2002, 2006                                           |             |                      |
| Jorge Khoury                  | Juazeiro, BA               | 05       | 1990, 1994, 1998, 2002, 2006                                           |             |                      |
| Mário Negromonte              | Recife, PE                 | 05       | 1994, 1998, 2002, 2006, 2010                                           |             |                      |
| João Bacelar                  | Salvador, BA               | 05       | 2006, 2010, 2014, 2018, 2022                                           | [ nota 15 ] |                      |
| Régis Pacheco                 | Salvador, BA               | 04       | 1945, 1958, 1962, 1966                                                 |             |                      |
| Vieira de Melo                | Barreiras, BA              | 04       | 1945, 1950, 1954, 1962                                                 |             |                      |
| Vasco Filho                   | Pitangui, MG               | 04       | 1950, 1958, 1962, 1966                                                 |             |                      |
| Raimundo Brito                | Salvador, BA               | 04       | 1954, 1958, 1962, 1966                                                 |             |                      |
| Fernando Santana              | Irará, BA                  | 04       | 1958, 1962, 1982, 1986                                                 | [ nota 16 ] | [ 26 ]               |
| Luís Viana Neto               | Salvador, BA               | 04       | 1966, 1974, 1986, 1990                                                 |             |                      |
| Odulfo Domingues              | Jacaraci, BA               | 04       | 1966, 1970, 1974, 1978                                                 |             |                      |
| Djalma Bessa                  | Xique-Xique, BA            | 04       | 1970, 1974, 1978, 1982                                                 |             |                      |
| Francisco Pinto               | Feira de Santana, BA       | 04       | 1970, 1978, 1982, 1986                                                 | [ nota 17 ] | [ 27 ]               |
| Ruy Bacelar                   | Entre Rios, BA             | 04       | 1970, 1974, 1978, 1982                                                 |             |                      |
| Ângelo Magalhães              | Salvador, BA               | 04       | 1978, 1982, 1986, 1990                                                 |             |                      |
| José Lourenço                 | Porto, POR                 | 04       | 1982, 1986, 1990, 1998                                                 |             |                      |
| Jairo Carneiro                | Feira de Santana, BA       | 04       | 1986, 1994, 1998, 2002                                                 |             |                      |
| Lídice da Mata                | Cachoeira, BA              | 04       | 1986, 2006, 2018, 2022                                                 |             | [ 23 ]               |
| Manoel Castro                 | Salvador, BA               | 04       | 1986, 1990, 1994, 1998                                                 |             | [ 28 ]               |
| Aroldo Cedraz                 | Valente, BA                | 04       | 1990, 1994, 1998, 2002                                                 |             |                      |
| Marcos Medrado                | Salvador, BA               | 04       | 1990, 1994, 2006, 2010                                                 |             |                      |
| Pedro Irujo                   | Navarra, ESP               | 04       | 1990, 1994, 1998, 2002                                                 |             |                      |
| José Carlos Araújo            | Salvador, BA               | 04       | 2002, 2006, 2010, 2014                                                 |             |                      |
| Josias Gomes                  | Amaraji, PE                | 04       | 2002, 2010, 2014, 2018                                                 |             |                      |
| Afonso Florence               | Salvador, BA               | 04       | 2010, 2014, 2018, 2022                                                 |             |                      |
| Antônio Brito                 | Salvador, BA               | 04       | 2010, 2014, 2018, 2022                                                 |             |                      |
| Artur Maia                    | Salvador, BA               | 04       | 2010, 2014, 2018, 2022                                                 |             |                      |
| Félix Mendonça Júnior         | Itabuna, BA                | 04       | 2010, 2014, 2018, 2022                                                 |             |                      |
| Márcio Marinho                | Cabo Frio, RJ              | 04       | 2010, 2014, 2018, 2022                                                 |             |                      |
| Valmir Assunção               | Itamaraju, BA              | 04       | 2010, 2014, 2018, 2022                                                 |             |                      |
| Waldenor Pereira              | Caculé, BA                 | 04       | 2010, 2014, 2018, 2022                                                 |             |                      |
| Aliomar Baleeiro              | Salvador, BA               | 03       | 1945, 1950, 1954                                                       | [ nota 18 ] |                      |
| Dantas Júnior                 | Salvador, BA               | 03       | 1945, 1950, 1954                                                       |             |                      |
| Hildebrando de Góis           | Senhor do Bonfim, BA       | 03       | 1945, 1954, 1958                                                       | [ nota 19 ] |                      |
| João Mendes                   | Feira de Santana, BA       | 03       | 1945, 1958, 1962                                                       |             |                      |
| Nestor Duarte                 | Caetité, BA                | 03       | 1945, 1950, 1954                                                       | [ nota 20 ] |                      |
| Rafael Cincurá                | Itaberaba, BA              | 03       | 1945, 1950, 1954                                                       |             |                      |
| Lafaiete Coutinho             | João Pessoa, PB            | 03       | 1950, 1954, 1958                                                       |             |                      |
| Antônio Carlos Magalhães      | Salvador, BA               | 03       | 1958, 1962, 1966                                                       |             |                      |
| Edgard Pereira                | Saúde, BA                  | 03       | 1958, 1962, 1966                                                       |             |                      |
| Edvaldo Flores                | Vitória da Conquista, BA   | 03       | 1958, 1966, 1970                                                       |             |                      |
| Waldir Pires                  | Acajutiba, BA              | 03       | 1958, 1990, 1998                                                       |             |                      |
| Tourinho Dantas               | Salvador, BA               | 03       | 1962, 1966, 1970                                                       |             |                      |
| Necy Novaes                   | São Paulo, SP              | 03       | 1962, 1966, 1970                                                       |             |                      |
| José Penedo                   | Tucano, BA                 | 03       | 1966, 1970, 1982                                                       |             | [ 29 ]               |
| Rogério Rego                  | Salvador, BA               | 03       | 1970, 1974, 1978                                                       | [ nota 21 ] |                      |
| Afrísio Vieira Lima           | Remanso, BA                | 03       | 1974, 1978, 1982                                                       |             | [ 30 ]               |
| Horácio Matos                 | Lençóis, BA                | 03       | 1974, 1978, 1982                                                       | [ nota 22 ] | [ 28 ]               |
| Rômulo Galvão                 | Campo Formoso, BA          | 03       | 1974, 1978, 1982                                                       |             |                      |
| Carlos Sant'Anna              | Salvador, BA               | 03       | 1978, 1982, 1986                                                       | [ nota 23 ] | [ 31 ]               |
| Francisco Benjamim            | Aracaju, SE                | 03       | 1978, 1982, 1986                                                       |             |                      |
| Jorge Viana                   | Ilhéus, BA                 | 03       | 1978, 1982, 1986                                                       |             |                      |
| Marcelo Cordeiro              | Salvador, BA               | 03       | 1978, 1982, 1986                                                       |             |                      |
| Domingos Leonelli             | Salvador, BA               | 03       | 1982, 1986, 1994                                                       |             |                      |
| Fernando Gomes                | Itabuna, BA                | 03       | 1982, 1986, 1994                                                       | [ nota 24 ] |                      |
| Genebaldo Correia             | Santo Amaro, BA            | 03       | 1982, 1986, 1990                                                       | [ nota 10 ] |                      |
| Jonival Lucas                 | Sapeaçu, BA                | 03       | 1986, 1990, 1994                                                       |             |                      |
| Luís Eduardo Magalhães        | Salvador, BA               | 03       | 1986, 1990, 1994                                                       | [ nota 25 ] |                      |
| Nestor Duarte                 | Salvador, BA               | 03       | 1986, 1990, 1994                                                       |             |                      |
| Jaques Wagner                 | Rio de Janeiro, RJ         | 03       | 1990, 1994, 1998                                                       |             |                      |
| Luiz Moreira                  | Jequié, BA                 | 03       | 1990, 1994, 1998                                                       |             |                      |
| Coriolano Sales               | Santa Teresinha, BA        | 03       | 1994, 1998, 2002                                                       | [ nota 26 ] |                      |
| Severiano Alves               | Antas, BA                  | 03       | 1994, 2002, 2006                                                       |             |                      |
| Geraldo Simões                | Itabuna, BA                | 03       | 1998, 2006, 2010                                                       | [ nota 27 ] |                      |
| Walter Pinheiro               | Salvador, BA               | 03       | 1998, 2002, 2006                                                       |             |                      |
| Antônio Carlos Magalhães Neto | Salvador, BA               | 03       | 2002, 2006, 2010                                                       | [ nota 28 ] | [ 32 ] [ 33 ] [ 34 ] |
| Fábio Souto                   | Salvador, BA               | 03       | 2002, 2006, 2010                                                       |             |                      |
| Luiz Alberto                  | Maragogipe, BA             | 03       | 2002, 2006, 2010                                                       |             |                      |
| Zezéu Ribeiro                 | Salvador, BA               | 03       | 2002, 2006, 2010                                                       | [ nota 29 ] | [ 35 ] [ 36 ]        |
| Roberto Britto                | Jequié, BA                 | 03       | 2006, 2010, 2014                                                       |             |                      |
| José Nunes                    | Belém do São Francisco, PE | 03       | 2010, 2014, 2018                                                       |             |                      |
| Elmar Nascimento              | Campo Formoso, BA          | 03       | 2014, 2018, 2022                                                       |             |                      |
| João Carlos Bacelar           | Esplanada, BA              | 03       | 2014, 2018, 2022                                                       | [ nota 15 ] |                      |
| Jorge Solla                   | Salvador, BA               | 03       | 2014, 2018, 2022                                                       |             |                      |
| Mário Negromonte Júnior       | Paulo Afonso, BA           | 03       | 2014, 2018, 2022                                                       |             |                      |
| Paulo Azi                     | Salvador, BA               | 03       | 2014, 2018, 2022                                                       |             |                      |
| Eunápio de Queirós            | Valença, BA                | 02       | 1945, 1954                                                             |             |                      |
| Juracy Magalhães              | Fortaleza, CE              | 02       | 1945, 1954                                                             |             |                      |
| Otávio Mangabeira             | Salvador, BA               | 02       | 1945, 1954                                                             | [ nota 30 ] |                      |
| Negreiros Falcão              | Queimadas, BA              | 02       | 1945, 1950                                                             |             |                      |
| Augusto Viana                 | Salvador, BA               | 02       | 1950, 1954                                                             |             |                      |
| Eduardo Catalão               | Ilhéus, BA                 | 02       | 1950, 1954                                                             |             |                      |
| Hélio Cabal                   | Salvador, BA               | 02       | 1950, 1958                                                             |             |                      |
| José Guimarães                | Salvador, BA               | 02       | 1950, 1954                                                             |             |                      |
| Alaim Melo                    | Guaratinguetá, SP          | 02       | 1954, 1958                                                             |             |                      |
| Oscar de Luna Freire          | Juazeiro, BA               | 02       | 1954, 1962                                                             |             |                      |
| Alves de Macedo               | Itabuna, BA                | 02       | 1958, 1966                                                             |             |                      |
| Clemens Sampaio               | Amargosa, BA               | 02       | 1958, 1962                                                             |             |                      |
| Hélio Ramos                   | Recife, PE                 | 02       | 1958, 1962                                                             | [ nota 16 ] | [ 26 ]               |
| Hermógenes Príncipe           | Salvador, BA               | 02       | 1958, 1962                                                             |             |                      |
| Gastão Pedreira               | Salvador, BA               | 02       | 1962, 1966                                                             | [ nota 31 ] | [ 37 ]               |
| Heitor Dias                   | Santo Amaro, BA            | 02       | 1962, 1966                                                             |             |                      |
| Mário Lima                    | Glória, BA                 | 02       | 1962, 1986                                                             | [ nota 16 ] | [ 26 ]               |
| Manso Cabral                  | Salvador, BA               | 02       | 1962, 1966                                                             |             |                      |
| Oscar Cardoso                 | Uauá, BA                   | 02       | 1962, 1966                                                             |             |                      |
| Hanequim Dantas               | Aracaju, SE                | 02       | 1966, 1970                                                             |             |                      |
| Luiz Braga                    | Salvador, BA               | 02       | 1966, 1970                                                             |             |                      |
| Lomanto Júnior                | Jequié, BA                 | 02       | 1970, 1974                                                             |             |                      |
| Vasco Neto                    | Guaxupé, MG                | 02       | 1970, 1974                                                             |             |                      |
| Henrique Brito                | São Gonçalo dos Campos, BA | 02       | 1974, 1978                                                             | [ nota 32 ] |                      |
| Hildérico Oliveira            | Mundo Novo, BA             | 02       | 1974, 1978                                                             |             |                      |
| João Durval Carneiro          | Feira de Santana, BA       | 02       | 1974, 1978                                                             |             |                      |
| Menandro Minahim              | Salvador, BA               | 02       | 1974, 1978                                                             |             |                      |
| Elquisson Soares              | Anagé, BA                  | 02       | 1978, 1982                                                             |             |                      |
| Raimundo Urbano               | Salvador, BA               | 02       | 1978, 1982                                                             |             |                      |
| França Teixeira               | Salvador, BA               | 02       | 1982, 1986                                                             | [ nota 33 ] | [ 28 ] [ 38 ]        |
| Raul Ferraz                   | Vitória da Conquista, BA   | 02       | 1982, 1986                                                             |             |                      |
| Virgildásio de Senna          | Santo Amaro, BA            | 02       | 1982, 1986                                                             |             |                      |
| João Carlos Bacelar           | Entre Rios, BA             | 02       | 1986, 1990                                                             | [ nota 15 ] |                      |
| Milton Barbosa                | Itaberaba, BA              | 02       | 1986, 2002                                                             |             |                      |
| Uldurico Pinto                | Medeiros Neto, BA          | 02       | 1986, 1990                                                             |             |                      |
| Waldeck Ornelas               | Ipiaú, BA                  | 02       | 1986, 1990                                                             |             |                      |
| Alcides Modesto               | Remanso, BA                | 02       | 1990, 1994                                                             |             |                      |
| Eujácio Simões                | Itororó, BA                | 02       | 1994, 1998                                                             |             |                      |
| Roland Lavigne                | Una, BA                    | 02       | 1994, 1998                                                             |             |                      |
| Sérgio Carneiro               | Feira de Santana, BA       | 02       | 1994, 2006                                                             |             |                      |
| Ursicino Queiroz              | Santo Antônio de Jesus, BA | 02       | 1994, 1998                                                             | [ nota 34 ] |                      |
| Gerson Gabrielli              | Salvador, BA               | 02       | 1998, 2002                                                             |             |                      |
| Jonival Lucas Júnior          | Sapeaçu, BA                | 02       | 1998, 2002                                                             |             |                      |
| Colbert Martins               | Feira de Santana, BA       | 02       | 2002, 2006                                                             |             |                      |
| Edson Duarte                  | Juazeiro, BA               | 02       | 2002, 2006                                                             |             |                      |
| Fernando de Fabinho           | Santa Bárbara, BA          | 02       | 2002, 2006                                                             |             |                      |
| Guilherme Menezes             | Iguaí, BA                  | 02       | 2002, 2006                                                             |             |                      |
| Luiz Bassuma                  | Curitiba, PR               | 02       | 2002, 2006                                                             |             |                      |
| Luiz Carreira                 | Salvador, BA               | 02       | 2002, 2006                                                             |             |                      |
| Marcelo Guimarães Filho       | Salvador, BA               | 02       | 2002, 2006                                                             |             |                      |
| Maurício Trindade             | Salvador, BA               | 02       | 2006, 2010                                                             |             |                      |
| Antônio Imbassahy             | Salvador, BA               | 02       | 2010, 2014                                                             |             |                      |
| Erivelton Santana             | Salvador, BA               | 02       | 2010, 2014                                                             |             |                      |
| Lúcio Vieira Lima             | Salvador, BA               | 02       | 2010, 2014                                                             |             |                      |
| Cacá Leão                     | Salvador, BA               | 02       | 2014, 2018                                                             |             |                      |
| Luiz Caetano                  | Central, BA                | 02       | 2014, 2018                                                             |             |                      |
| Ronaldo Carletto              | Conceição da Barra, ES     | 02       | 2014, 2018                                                             |             |                      |
| Uldurico Júnior               | Brasília, DF               | 02       | 2014, 2018                                                             |             |                      |
| Adolfo Viana                  | Salvador, BA               | 02       | 2018, 2022                                                             |             |                      |
| Alex Santana                  | Salvador, BA               | 02       | 2018, 2022                                                             |             |                      |
| Isidório de Santana Júnior    | Salvador, BA               | 02       | 2018, 2022                                                             |             |                      |
| Leur Lomanto Júnior           | Salvador, BA               | 02       | 2018, 2022                                                             |             |                      |
| Otto Alencar Filho            | Salvador, BA               | 02       | 2018, 2022                                                             |             |                      |
| Raimundo Costa                | Valença, BA                | 02       | 2018, 2022                                                             |             |                      |
| Zé Neto                       | Feira de Santana, BA       | 02       | 2018, 2022                                                             |             |                      |
| Alberico Fraga                | Muritiba, BA               | 01       | 1945                                                                   |             |                      |
| Altamirando Requião           | Salvador, BA               | 01       | 1945                                                                   |             |                      |
| Carlos Marighella             | Salvador, BA               | 01       | 1945                                                                   | [ nota 35 ] | [ 39 ] [ 40 ] [ 41 ] |
| Clemente Mariani              | Salvador, BA               | 01       | 1945                                                                   |             |                      |
| Guilherme Marback             | Salvador, BA               | 01       | 1945                                                                   | [ nota 36 ] |                      |
| Lauro de Freitas              | Alagoinhas, BA             | 01       | 1945                                                                   |             |                      |
| Luís Lago                     | Nova Friburgo, RJ          | 01       | 1945                                                                   | [ nota 37 ] |                      |
| Pacheco de Oliveira           | Cachoeira, BA              | 01       | 1947                                                                   | [ nota 38 ] | [ 42 ]               |
| Abelardo Andrea               | Salvador, BA               | 01       | 1950                                                                   |             |                      |
| Antônio Balbino               | Barreiras, BA              | 01       | 1950                                                                   |             |                      |
| Aziz Maron                    | Itabuna, BA                | 01       | 1950                                                                   |             |                      |
| Berbert de Castro             | Ilhéus, BA                 | 01       | 1950                                                                   |             |                      |
| Carlos Valadares              | Feira de Santana, BA       | 01       | 1950                                                                   |             |                      |
| Jaime Teixeira                | Caetité, BA                | 01       | 1950                                                                   |             |                      |
| Joel Presídio                 | Baixa Grande, BA           | 01       | 1950                                                                   |             |                      |
| Nelson Carneiro               | Salvador, BA               | 01       | 1950                                                                   | [ nota 39 ] |                      |
| Augusto Públio                | Cachoeira, BA              | 01       | 1954                                                                   |             |                      |
| Carlos Albuquerque            | [ nota 40 ]                | 01       | 1954                                                                   |             |                      |
| Laurindo Régis                | Mata de São João, BA       | 01       | 1954                                                                   |             |                      |
| Nita Costa                    | Feira de Santana, BA       | 01       | 1954                                                                   |             |                      |
| Nonato Marques                | Queimadas, BA              | 01       | 1954                                                                   |             |                      |
| Rômulo de Almeida             | Salvador, BA               | 01       | 1954                                                                   | [ nota 41 ] |                      |
| Antônio Fraga                 | Santo Antônio de Jesus, BA | 01       | 1958                                                                   |             |                      |
| Hélio Machado                 | Salvador, BA               | 01       | 1958                                                                   |             |                      |
| Miguel Calmon                 | Salvador, BA               | 01       | 1958                                                                   |             |                      |
| Osvaldo Ribeiro               | São Gonçalo dos Campos, BA | 01       | 1958                                                                   |             |                      |
| Henrique Lima                 | Ipirá, BA                  | 01       | 1962                                                                   |             |                      |
| Josafá Azevedo                | Alagoinhas, BA             | 01       | 1962                                                                   |             |                      |
| Josafá Borges                 | Frei Paulo, SE             | 01       | 1962                                                                   |             |                      |
| Pedro Catalão                 | Ilhéus, BA                 | 01       | 1962                                                                   |             |                      |
| Clodoaldo Costa               | Conceição da Feira, BA     | 01       | 1966                                                                   |             |                      |
| João Borges                   | Macaúbas, BA               | 01       | 1966                                                                   |             |                      |
| Luiz Paulo Athayde            | Salvador, BA               | 01       | 1966                                                                   |             |                      |
| Mário Piva                    | Salvador, BA               | 01       | 1966                                                                   | [ nota 42 ] | [ 43 ]               |
| Rubem Nogueira                | Serrinha, BA               | 01       | 1966                                                                   |             |                      |
| Ivo Braga                     | Casa Nova, BA              | 01       | 1970                                                                   |             |                      |
| Walson Lopes                  | Nazaré, BA                 | 01       | 1970                                                                   | [ nota 43 ] |                      |
| Antônio José                  | Vitória da Conquista, BA   | 01       | 1974                                                                   |             |                      |
| Henrique Cardoso              | Ilhéus, BA                 | 01       | 1974                                                                   |             |                      |
| Jutahy Magalhães              | Rio de Janeiro, RJ         | 01       | 1974                                                                   |             |                      |
| Nóide Cerqueira               | Feira de Santana, BA       | 01       | 1974                                                                   |             |                      |
| Honorato Viana                | Casa Nova, BA              | 01       | 1978                                                                   |             |                      |
| José Amorim                   | Palmeira dos Índios, AL    | 01       | 1978                                                                   |             |                      |
| Roque Aras                    | Monte Santo, BA            | 01       | 1978                                                                   |             |                      |
| Stoessel Dourado              | Paripiranga, BA            | 01       | 1978                                                                   |             |                      |
| Ubaldo Dantas                 | Itabuna, BA                | 01       | 1978                                                                   |             |                      |
| Antônio Osório                | Porto Seguro, BA           | 01       | 1982                                                                   |             |                      |
| Etelvir Dantas                | Saboeiro, CE               | 01       | 1982                                                                   |             |                      |
| Gorgônio Neto                 | Salvador, BA               | 01       | 1982                                                                   |             |                      |
| Hélio Correia                 | Macarani, BA               | 01       | 1982                                                                   |             |                      |
| Jorge Medauar                 | Ilhéus, BA                 | 01       | 1982                                                                   |             |                      |
| Abigail Feitosa               | Tauá, CE                   | 01       | 1986                                                                   |             |                      |
| Celso Dourado                 | Irecê, BA                  | 01       | 1986                                                                   |             |                      |
| Joaci Góes                    | Ipirá, BA                  | 01       | 1986                                                                   |             |                      |
| Jorge Hage                    | Itabuna, BA                | 01       | 1986                                                                   |             |                      |
| Beraldo Boaventura            | Salvador, BA               | 01       | 1990                                                                   |             |                      |
| Clóvis Assis                  | Juazeiro, BA               | 01       | 1990                                                                   |             |                      |
| Jabes Ribeiro                 | Itabuna, BA                | 01       | 1990                                                                   |             |                      |
| José Falcão                   | São Gonçalo dos Campos, BA | 01       | 1990                                                                   |             |                      |
| Ribeiro Tavares               | Candeal, BA                | 01       | 1990                                                                   |             |                      |
| Sebastião Ferreira            | Barreiras, BA              | 01       | 1990                                                                   | [ nota 44 ] |                      |
| Sergio Gaudenzi               | Salvador, BA               | 01       | 1990                                                                   |             |                      |
| Beto Lélis                    | Ibipeba, BA                | 01       | 1994                                                                   | [ nota 24 ] |                      |
| Luiz Braga                    | Salvador, BA               | 01       | 1994                                                                   |             |                      |
| Roberto Santos                | Salvador, BA               | 01       | 1994                                                                   |             |                      |
| Simara Ellery                 | Recife, PE                 | 01       | 1994                                                                   |             |                      |
| Ubaldino Júnior               | Nanuque, MG                | 01       | 1994                                                                   | [ nota 24 ] |                      |
| Francistônio Pinto            | Felisburgo, MG             | 01       | 1998                                                                   |             |                      |
| Jaime Fernandes               | Vitória, ES                | 01       | 1998                                                                   |             |                      |
| José Ronaldo                  | Paripiranga, BA            | 01       | 1998                                                                   |             |                      |
| Nilo Coelho                   | Guanambi, BA               | 01       | 1998                                                                   |             |                      |
| Paulo Braga                   | Salvador, BA               | 01       | 1998                                                                   |             |                      |
| Saulo Pedrosa                 | Barreiras, BA              | 01       | 1998                                                                   |             |                      |
| Reginaldo Germano             | Rio de Janeiro, RJ         | 01       | 2002                                                                   |             |                      |
| Robério Nunes                 | Macaúbas, BA               | 01       | 2002                                                                   |             |                      |
| Zelinda Novaes                | Iguaí, BA                  | 01       | 2002                                                                   |             |                      |
| Jusmari Oliveira              | Pérola d'Oeste, PR         | 01       | 2006                                                                   |             |                      |
| Raimundo Veloso               | Uruçuca, BA                | 01       | 2006                                                                   |             |                      |
| Tonha Magalhães               | Maragogipe, BA             | 01       | 2006                                                                   |             |                      |
| Amauri Teixeira               | Jacobina, BA               | 01       | 2010                                                                   |             |                      |
| Edson Pimenta                 | Esplanada, BA              | 01       | 2010                                                                   |             |                      |
| Fernando Torres               | Feira de Santana, BA       | 01       | 2010                                                                   |             |                      |
| Jânio Natal                   | Belmonte, BA               | 01       | 2010                                                                   |             |                      |
| Luiz Argôlo                   | Entre Rios, BA             | 01       | 2010                                                                   |             |                      |
| Oziel Oliveira                | Itaguajé, PR               | 01       | 2010                                                                   |             |                      |
| Rui Costa                     | Salvador, BA               | 01       | 2010                                                                   |             |                      |
| Bebeto Galvão                 | Ilhéus, BA                 | 01       | 2014                                                                   |             |                      |
| Irmão Lázaro                  | Salvador, BA               | 01       | 2014                                                                   |             |                      |
| João Gualberto                | Itabaiana, SE              | 01       | 2014                                                                   |             |                      |
| Moema Gramacho                | Salvador, BA               | 01       | 2014                                                                   | [ nota 45 ] |                      |
| Tia Eron                      | Salvador, BA               | 01       | 2014                                                                   |             |                      |
| Abílio Santana                | Salvador, BA               | 01       | 2018                                                                   |             |                      |
| Dayane Pimentel               | Feira de Santana, BA       | 01       | 2018                                                                   |             |                      |
| Igor Kannário                 | Salvador, BA               | 01       | 2018                                                                   |             |                      |
| João Roma                     | Recife, PE                 | 01       | 2018                                                                   |             |                      |
| Marcelo Nilo                  | Antas, BA                  | 01       | 2018                                                                   |             |                      |
| Tito Cordeiro                 | Santa Maria da Vitória, BA | 01       | 2018                                                                   |             |                      |
| Adalberto Barreto             | Amargosa, BA               | 01       | 2022                                                                   |             |                      |
| Alden Silva                   | Salvador, BA               | 01       | 2022                                                                   |             |                      |
| Diego Coronel                 | Coração de Maria, BA       | 01       | 2022                                                                   |             |                      |
| Gabriel Nunes                 | Euclides da Cunha, BA      | 01       | 2022                                                                   |             |                      |
| Ivoneide Caetano              | Biritinga, BA              | 01       | 2022                                                                   |             |                      |
| Joseildo Ramos                | Alagoinhas, BA             | 01       | 2022                                                                   |             |                      |
| Léo Prates                    | Salvador, BA               | 01       | 2022                                                                   |             |                      |
| Neto Carletto                 | Itamaraju, BA              | 01       | 2022                                                                   |             |                      |
| Ricardo Maia                  | Ribeira do Pombal, BA      | 01       | 2022                                                                   |             |                      |
| Roberta Roma                  | Salvador, BA               | 01       | 2022                                                                   |             |                      |
| Rogéria Santos                | Rio de Janeiro, RJ         | 01       | 2022                                                                   |             |                      |
| Fontes:                       |                            |          |                                                                        |             |                      |

## Mandatos nas duas casas
Sobre mandatos nas duas casas, foram eleitos para mandatos alternados de senador e deputado federal pela Bahia os seguintes nomes: Antônio Balbino, Antônio Carlos Magalhães, Heitor Dias, Jaques Wagner, João Durval Carneiro, Jutahy Magalhães, Lídice da Mata, Lima Teixeira, Lomanto Júnior, Luís Viana Filho, Otávio Mangabeira, Ruy Bacelar, Rui Santos, Waldeck Ornelas, Walter Pinheiro.

## Origem dos parlamentares do estado
| Origem  | Senadores | Percentual |
| ------- | --------- | ---------- |
| BA      | 20        | 80%        |
| RJ      | 03        | 12%        |
| CE      | 01        | 4%         |
| França  | 01        | 4%         |
| Total   | 25        | 100%       |
| Fontes: |           |            |

| Origem   | Deputados | Percentual |
| -------- | --------- | ---------- |
| BA       | 237       | 85,56%     |
| PE       | 08        | 2,89%      |
| RJ       | 06        | 2,17%      |
| MG       | 04        | 1,45%      |
| SE       | 04        | 1,45%      |
| CE       | 03        | 1,08%      |
| PR       | 03        | 1,08%      |
| AL       | 02        | 0,72%      |
| ES       | 02        | 0,72%      |
| SP       | 02        | 0,72%      |
| DF       | 01        | 0,36%      |
| PB       | 01        | 0,36%      |
| n/d      | 01        | 0,36%      |
| Espanha  | 01        | 0,36%      |
| França   | 01        | 0,36%      |
| Portugal | 01        | 0,36%      |
| Total    | 277       | 100%       |
| Fontes:  |           |            |